# Zaischnopsis cooki
Zaischnopsis cooki är en stekelart som först beskrevs av Girault 1919.  Zaischnopsis cooki ingår i släktet Zaischnopsis och familjen hoppglanssteklar. Inga underarter finns listade i Catalogue of Life.